# Wyssachen
Wyssachen és un municipi del cantó de Berna (Suïssa), situat a l'antic districte de Trachselwald i a l'actual districte administratiu d'Oberaargau.